# L'astronave fantasma (A. E. van Vogt)
L'astronave fantasma (The Secret Galactis) è un romanzo fantascientifico di A. E. van Vogt, pubblicato nel 1974 col titolo di The Secret Galactis presso l'editore Prentice Hall, e nel 1976, col titolo Earth Factor X presso la DAW. Edito in Italia nel 1979 presso la Meb di Torino nella collana Saga.

## Trama
Da decenni, dei popoli extraterrestri stanno prendendo, in silenzio e pacificamente, il controllo della Terra presentandosi con l'aspetto di esseri umani. Per indurre le forze d'invasione a mescolarsi con la popolazione terrestre, solo dei maschi vengono inviati in missione, il che li costringe a legarsi con le femmine umane.
I piani alieni per il dominio saranno sconvolti dalla popolazione femminile, con la sua logica così difficile da capire per i maschi, terrestri o meno.